# Dấu triện Chính phủ Nhật Bản

Một phiên bản Đồng văn được sử dụng bởi Chính phủ Nhật Bản.

Biểu tượng chính thức của Thủ tướng Nhật Bản và Nội các.

Dấu triện Chính phủ Nhật Bản là một trong những con dấu quốc gia, là một biểu tượng (mon) được nội các và chính phủ Nhật Bản sử dụng trong các tài liệu chính thức.
Trong tiếng Nhật, chúng được gọi là kirimon (桐紋 (đồng văn)) hay tōkamon (桐花紋 (đồng hoa văn)). Đồng văn là những hình vẽ cách điệu lá và hoa hông, chúng có nhiều mẫu thiết kế khác nhau với những mục đích sử dụng khác nhau.
Ngũ thất đồng (五七桐 go-shichi (no) kiri) được sử dụng làm biểu tượng chính thức của Thủ tướng Nhật Bản, là một hình vẽ cách điệu hoa hông với thứ tự 5-7-5 bông.
Trước khi Cúc văn được sử dụng rộng rãi, Đồng văn ban đầu là biểu tượng riêng của hoàng gia Nhật Bản, bắt đầu từ thế kỷ XII. Sau đó gia tộc Toyotomi, dưới sự lãnh đạo của Toyotomi Hideyoshi đã sử dụng Đồng văn như huy hiệu (mon) của gia tộc mình. Sau duy tân Minh Trị, Đồng văn trở thành biểu tượng của chính phủ Nhật Bản.
Hiện tại nó được sử dụng chủ yếu bởi chính phủ Nhật Bản, ngược lại với Cúc văn, đại diện cho Nhật hoàng và các thành viên Hoàng gia.

## Thiết kế
Có hơn 140 thiết kế Đồng văn tồn tại. Phổ biến nhất là một trong những biểu tượng Ngũ tam đồng (五三桐 go-san kiri), bao gồm ba phiến lá và những bông hoa cách điệu theo thứ tự 3-5-3. Nó là được tìm thấy trong biểu tượng của Bộ tư pháp và Cận vệ hoàng gia Nhật Bản. Theo nghiên cứu của Hiệp hội Kamon Nhật Bản (Nihon Kha Kenkyukai), khoảng 70% Đồng văn sử dụng "Maru ni go-san kiri" (丸に五三桐 (Hoàn ngũ tam đồng)), được thiết kế với một hình tròn bao quanh Ngũ tam đồng.

Các Ngũ thất đồng (五七桐 go-shichi (no) kiri) thì từng được sử dụng bởi những người cầm quyền và hiện nay là biểu tượng chính thức của Thủ tướng Nhật Bản.
| - Ngũ tam đồng (五三桐 Go-san kiri) - Hoàn ngũ tam đồng (丸に五三桐 Maru ni go-san kiri) - Ngũ tam quỷ đồng (五三鬼桐 Go-san oni kiri) | - Ngũ thất đồng (五七桐 Go-shichi kiri) - Thái hợp đồng (太閤桐 Taikō kiri) | - Thổ tá đồng (土佐桐 Tosa kiri) - Đồng điệp (桐蝶 Kiri chō) |

### Ngũ tam đồng

Ngũ tam đồng (五三桐, Go-san kiri)
Hoàn ngũ tam đồng (丸に五三桐, Maru ni go-san kiri)
Ngũ tam quỷ đồng (五三鬼桐, Go-san oni kiri)

### Ngũ thất đồng

Ngũ thất đồng (五七桐, Go-shichi kiri)
Thái hợp đồng (太閤桐, Taikō kiri)

### Khác

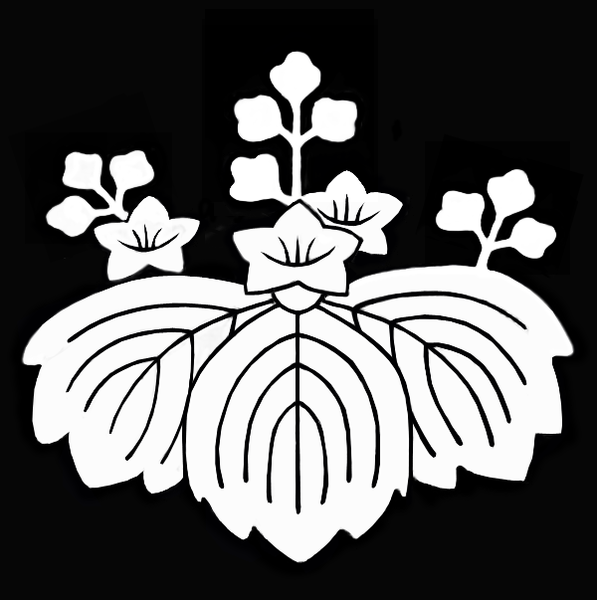
Thổ tá đồng (土佐桐, Tosa kiri)
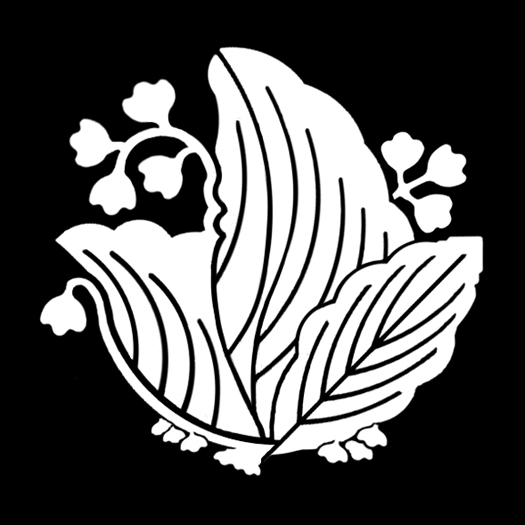
Đồng điệp (桐蝶, Kiri chō)